# 수확제

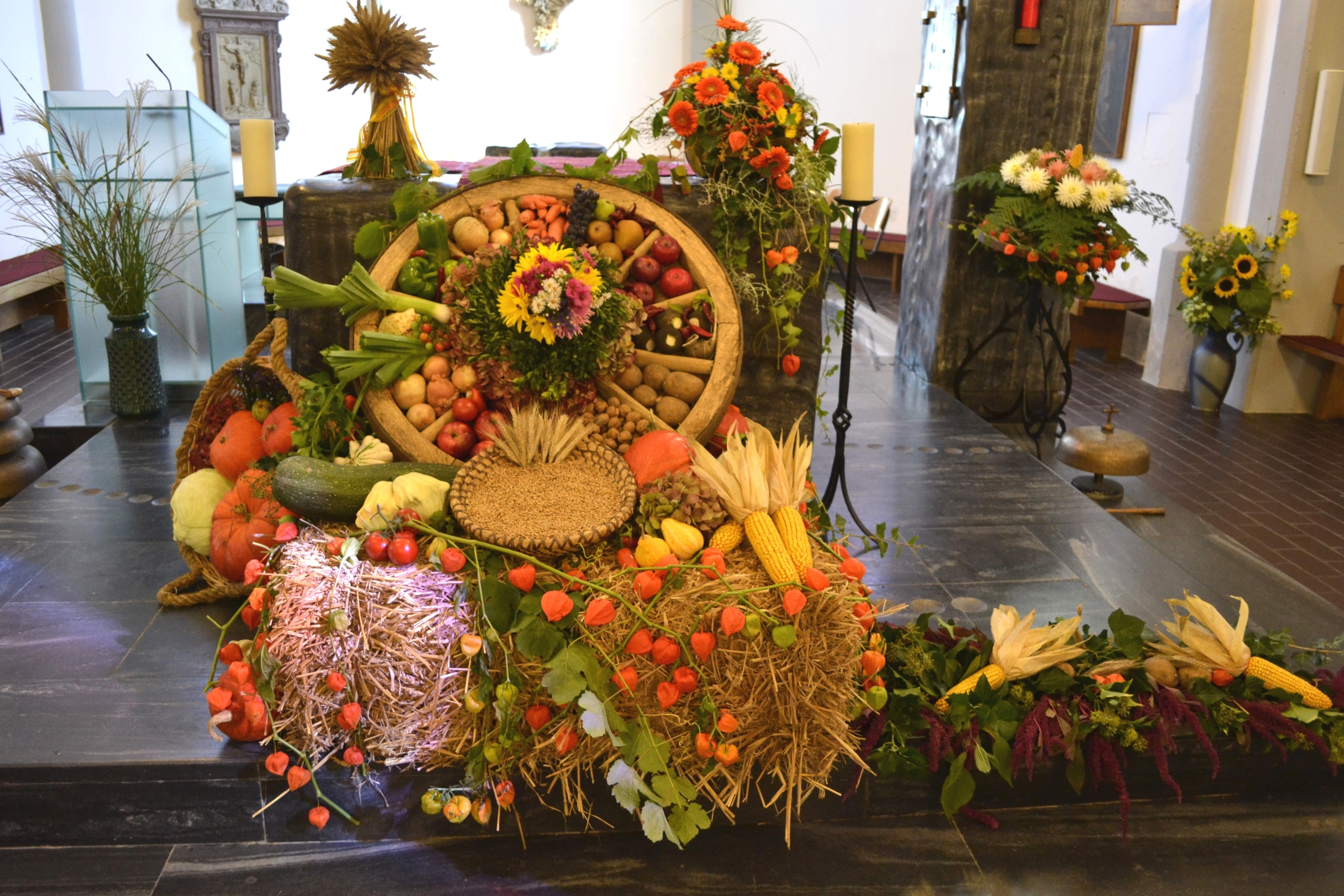

수확제(收穫祭, 영어: harvest festival) 또는 추수제(秋收祭)는 해당 지역의 주요 농산물의 수확을 기념하는 축제이다. 기후나 작물에 따라 수확제 기간이나 방법은 서로 다르다.

## 같이 보기
- 추석
- 중추절
- 추수감사절